# Пентаметр
Пента́метр (греч. pentámetros, букв. пятистопный) — в античном стихосложении дактилический стих, получаемый удвоением первого члена гекзаметра и распадающийся, таким образом, на две равных части по 2½ дактилических стопы, разделённые цезурой:
Во втором члене пентаметра стопы всегда остаются дактилическими, а в первом члене дактили могли заменяться на спондеи.
Пентаметр впервые появляется в греческой лирике VII-VI веков до нашей эры; уже тогда он в основном применялся в сочетании с гекзаметром (такое сочетание называют «элегический дистих», и строка пентаметра в нём обычно следовала за строкой гекзаметра). В составе элегического дистиха пентаметр был заимствован римскими элегиками I века до н. э., в частности, Овидием. Энциклопедический словарь Брокгауза и Ефрона указывает, что в элегиях пентаметру и гекзаметру предназначалась разная роль: в гекзаметрической строке описывались события, а в пентаметрической автор рассказывал о своих чувствах в связи с этими событиями.
В средневековом латинском стихосложении появляется леонин — пентаметр с постоянной цезурной рифмой посередине.
В тоническом стихосложении пентаметр появляется в виде дактило-хореического стиха, обыкновенно в качестве подражания античным образцам. В русской поэзии его можно найти у поэтов XVIII века (Востоков, Милонов, Озеров) и XIX века (Гнедич, Дельвиг, Пушкин).
Пример употребления пентаметра (вторая строка):

Слышу умолкнувший звук божественной эллинской речи,

Старца великого тень чую смущенной душой.— А. С. Пушкин
Пентаметром (англ. iambic pentameter) в настоящее время на Западе также называют пятистопный ямб.